# Lenguas tsamosanas
Las lenguas tsamosanas o de la Península Olímpica son un genus lingüístico dentro de las lenguas salish de la costa habladas fundamentalmente en la península Olímpica. Incluye básicamente cuatro lenguas documentadas: el cowlitz (sƛ̕púlmš), el bajo chehalis (), el alto chehalis y el quinault. Aunque siguen existiendo personas censadas pertenecientes a esos grupos étnicos solo el cowlitz se sigue usando cotidianamente, con solo unos 110 hablantes en 2010.

## Lenguas del grupo
Las lenguas tsamosanas incluyen se clasifican usualmente en dos ramas:
- Interior
  - Cowlitz (también llamado Lower Cowlitz o Sƛ̕púlmš)
  - Alto chehalis (también Q̉ʷay̓áyiɬq̉) (†), que incluía los siguientes dialectos:  Oakville Chehalis, Satsop y Tenino Chehalis
- Marítimo
  - Bajo chehalis (también llamado ɬəw̓ál̕məš) (†), que incluía los siguientes dialectos: Humptulips, Westport-Shoalwater y Wynoochee
  - Quinault (también llamado Kʷínayɬ) (†), que incluía los siguientes dielactos:Queets y Quinault (propiamente dicho).

- Datos: Q25410911